# Jorge Garcia (actor)
Jorge Garcia (Omaha, Nebraska; 28 de abril de 1973) es un actor y comediante estadounidense, conocido por sus interpretaciones de Hector Lopez en la serie de televisión Becker y de Hugo "Hurley" Reyes en Lost. Además participó en la serie policíaca Hawaii Five-0, como Jerry Ortega. Garcia también apareció en la portada del álbum Hurley de Weezer de 2010 en un primer plano de una foto que tomó con el vocalista Rivers Cuomo.

## Biografía
Garcia nació en Omaha, Nebraska, hijo de Dora Mesa, una maestra cubana, y Humberto Garcia, un médico chileno. Creció en San Juan Capistrano en el condado de Orange, California y asistió a la escuela secundaria San Clemente. Se graduó de la Universidad de California en Los Ángeles en 1995 con especialización en estudios de comunicación. También estudió en la escuela de actuación Beverly Hills Playhouse.

## Filmografía
- La familia Monster (2022) como Floop[8]
- Nadie sabe que estoy aquí (2020) como Memo.
- The Wedding Ringer (2015) como Lurch.
- Los 6 Ridículos (2015) como Herm.
- Dulces criaturas (2015) como Rick.
- Hawai Cinco-0 (2013 - 2019) como Jerry Ortega.
- Californication (2013) Camello
- Once Upon a Time (2012) Anton/Gigante
- Alcatraz (2012) Dr. Diego Soto.
- Fringe (2011) capítulo 16.º de la 3.ª temporada.
- Mr. Sunshine (2011) como Mattingly.
- Maktub (2011) como Carlos.
- How I Met Your Mother (2010) capítulo 10.º de la 6.ª temporada. Colaboración invitada como Steve "Blitz".
- Lost (2004-2010) como Hugo "Hurley" Reyes
- Sweetzer (2006) como Sergio.
- Deck the Halls (2006) como Wallace.
- The Good Humor Man (2005) como Monte Rushmore
- Little Athens (2005) como Pedro.
- Hitman: Blood Money (2005) Voz de Sergi C.
- Tales From The Crapper (2004) como Raccoon Head.
- Curb Your Enthusiasm (2004) Traficante (1 episodio).
- Our time is up (2004) (cortometraje).
- Becker como Hector Lopez (2003-2004) (10 episodios).
- Columbo: Columbo Likes the Nightlife (2003) (Película televisiva) como Julius.
- Rock Me Baby (2003) como Vizzy (1 episodio).
- The Slow and the Cautious (2002) como Teddy.
- Spin City (2001) como Cabbie (1 episodio).
- Kapoeira (2000) como Alien.
- King of the Open Mic's (2000) como Meatloag.
- Tomorrow by Midnight (1999) como Jay.
- Raven's Ridge (1997) como Monty.